# ستار كاووش
ستار كاووش فنان تشكيلي عراقي يسكن حاليا في هولندا

## حياته
ولد ستار كاووش في مدينة بغداد عام 1963 و تخرج من كلية الفنون الجميلة في بغداد عام 1990 .
شارك في عدد كبير من المعارض الفنية في بلدان عديدة و حصل على عدد من الجوائز وقد اختارت  منظمة العفو الدولية الأمنستي  عام 2011 إحدى لوحاته ووضعتها على طابعها .

### أعماله و جوائز نالها
- أقام 21 معرضا شخصيا وما يقرب من 60 معرضا مشتركا في بلدان عديدة منها العراق و الأردن و إيطاليا و الولايات المتحدة و أوكرانيا و السويد

و الإمارات و ألمانيا و فرنسا و هولندا .
- صدرت عن تجربته ثلاثة كتب : ( الأطياف التعبيرية في تجربة ستار كاووش ) للكاتب عدنان حسين أحمد باللغة العربية سنة 2005 وكتاب ( أصابع كاووش )

لعدد من الشعراء الهولنديين باللغة الهولندية جمع و إعداد موفق السواد سنة 2006 و كتاب ( كاووش و عالمه السحري ) للناقد ميشيل 
فان مارسفين باللغتين الإنجليزية و الهولندية سنة 2010 .
- حصل على الجائزة الثالثة في معرض الفن العراقي المعاصر / بغداد 1992 .
- حصل على الجائرة الأولى في معرض الفن العراقي المعاصر / بغداد 1993 .
- اختارت منظمة العفو الدولية لوحته ( الحديث بصوت هادئ ) و طبعتها ببطاقة بريدية ووزعت على بلدان عديدة من العالم 2007.
- اختارته مؤسسة ( بيت فان كوخ ) لعرض معرض شخصي لأعماله سنة 2006 و هذه المؤسسة هي بيت الفنان الهولندي الشهير فنسنت فان كوخ الذي عاش

فيه في ثمانينات القرن التاسع عشر .
- عضو لجنة تحكيم لمعرض مجلة باليت الفنية المعروفة السنوية / مدينة أسن هولندا 2005.
- للمزيد من المعلومات WWW.Kawoosh-art.com.